# Garris
Garris (baskisch Garrüze) ist eine französische Gemeinde mit 317 Einwohnern (Stand 1. Januar 2022) im Département Pyrénées-Atlantiques in der Region Nouvelle-Aquitaine. Die Gemeinde gehört zum Arrondissement Bayonne und zum Kanton Pays de Bidache, Amikuze et Ostibarre (bis 2015: Kanton Saint-Palais).
Die Bewohner werden Garrüztar genannt.

## Geographie
Garris liegt ca. 55 km südöstlich von Bayonne und unweit von Saint-Palais im historischen Landstrich Pays de Mixe (baskisch Amikuze) in der historischen Region Nieder-Navarra im französischen Teil des Baskenlands.
Umgeben wird der Ort von den Nachbargemeinden:
|                  |                                             |                 |
| Luxe-Sumberraute | Kompassrose, die auf Nachbargemeinden zeigt | Amendeuix-Oneix |
|                  |                                             |                 |

Garris liegt im Einzugsgebiet des Flusses Adour. Ein Nebenfluss der Bidouze, der salarteko erreka, strömt ebenso wie sein Zufluss zubiaga erreka durch das Gemeindegebiet.

## Geschichte
Die Gemeinde war in der gallorömischen Zeit eine Station, Carasa genannt, auf der Straße von Burdigala (Bordeaux) nach Asturica Augusta (Astorga) in der heutigen Provinz León im nordwestlichen Zentral-Spanien, später im Mittelalter eine Etappe für Pilger auf dem Jakobsweg nach Santiago de Compostela, die von der Abtei Saint-Jean de Sorde kamen. In dieser Zeit entwickelte sich die Gemeinde als Handelszentrum, in dem ein bedeutender Markt abgehalten wurde. Sie wurde Hauptsitz des Pays de Mixe, das Gericht wurde üblicherweise dort abgehalten.
Die Gründung von Saint-Palais im 13. Jahrhundert beendete die Blütephase. Eine Burg an der Stelle des heutigen Rathauses wurde 1235 errichtet und war im Besitz des Königs von Navarra. Im Navarresischen Bürgerkrieg wurde Garris im Sommer 1512 von Truppen von Ferdinand II., König von Aragón, zerstört und geplündert, die Bevölkerung verletzt und getötet. Die Burg wurde ebenfalls zerstört.
Die Hugenottenkriege zwei Jahrhunderte später verschonten die Gemeinde nicht, da sie eine Bastion der katholischen Konfession darstellte. Jeanne d’Albret, Königin von Navarra, wollte die Reformation im ganzen Land durchsetzen. Sie ersetzte die Wachen der Burg von Garris durch protestantische Truppen, darunter 50 Arkebusiere, die im Januar 1568 von katholischen Truppen des Grundherrn von Luxe nach einer zweitägigen Belagerung besiegt und gefangen genommen wurden. Jeanne d’Albret erließ mit Ausnahme der Rädelsführer der katholischen Rebellion eine Generalamnestie. Bis zum Ende sollte Garris aber immer wieder durch hindurchziehende Truppen leiden sollen.
Während der Französischen Revolution wurde Garris 1790 für eine kurze Zeit Hauptsitz eines Kantons, der acht Gemeinden umfasste, bevor die Gemeinde elf Jahre später in den Kanton Saint-Palais überging. Die Gemeinde verlor alle Privilegien als Hauptsitz des Pays de Mixe. Die adeligen Familien sahen sich zur Auswanderung gezwungen, ihre Wohngebäude wurden verlassen und verfielen.
Im Rahmen der napoleonischen Kriege spielte die Gemeinde eine gewisse Nebenrolle. Am 15. Februar 1814 verdrängte die aus Spanien herangerückte alliierte Armee unter dem Oberbefehl von Arthur Wellesleys, dem späteren Duke of Wellington, Vorposten der französischen Armee von den Anhöhen bei Garris, bevor es wenige Tage später zur Schlacht bei Orthez kommen sollte.
Die Gemeinde war von 1966 bis 1996 ein Ortsteil der Gemeinde Saint-Palais.
Toponyme und Erwähnungen von Garris waren:
- Garris (1119 und 1249),
- Sanctus Felix de Garris (13. Jahrhundert, Manuskriptsammlung von André Duchesne, Band 114),
- Garritz (1249),
- Garriz (1264),
- Castieyllo de Guarriz (1326, Urkunden des Königreichs Navarra),
- Guarriz (1350),
- la biele de Garris (1413),
- Garriis (1472, Notare aus Labastide-Villefranche),
- Garritze (1508, Kapitel von Bayonne) und
- Garris (1750, Karte von Cassini).[10][6][11]

### Wappen

Wappen von Garris

Die Gemeinde trägt das Wappen seit 1845, das sich nach Guy Ascarat, Heraldiker und Historiker, folgendermaßen interpretieren lässt.
Es ist das Wappen der Grundherrn von Garris. Das Wildschwein galt den Kelten als heiliges Tier. Es symbolisiert die geistliche Autorität eines Druiden mit seiner Erfahrung und seinem Wissen. Ebenso steht es für den Mut, denn es kennt keinen natürlichen Räuber in seinem Revier.

### Einwohnerentwicklung
Nach einem Höchststand der Einwohnerzahl von 535 in der ersten Hälfte des 19. Jahrhunderts hat sich die Zahl bei kurzen Wachstumsphasen bis zu den 1950er Jahren um rund 60 % reduziert. Seitdem hat sich die Zahl der Bewohner wieder gestiegen und auf einem Niveau von rund 300 stabilisiert.
| Jahr      | 1962 | 1999 | 2006 | 2009 | 2022 |
| --------- | ---- | ---- | ---- | ---- | ---- |
| Einwohner | 229  | 302  | 282  | 285  | 317  |

## Kultur und Sehenswürdigkeiten
Am 31. Juli und 1. August jedes Jahres wird der Markt von Garris in Form eines Volksfests ausgetragen. Händler, Viehzüchter und Handwerker kommen auch von außerhalb der Region nach Garris.

### Bauwerke

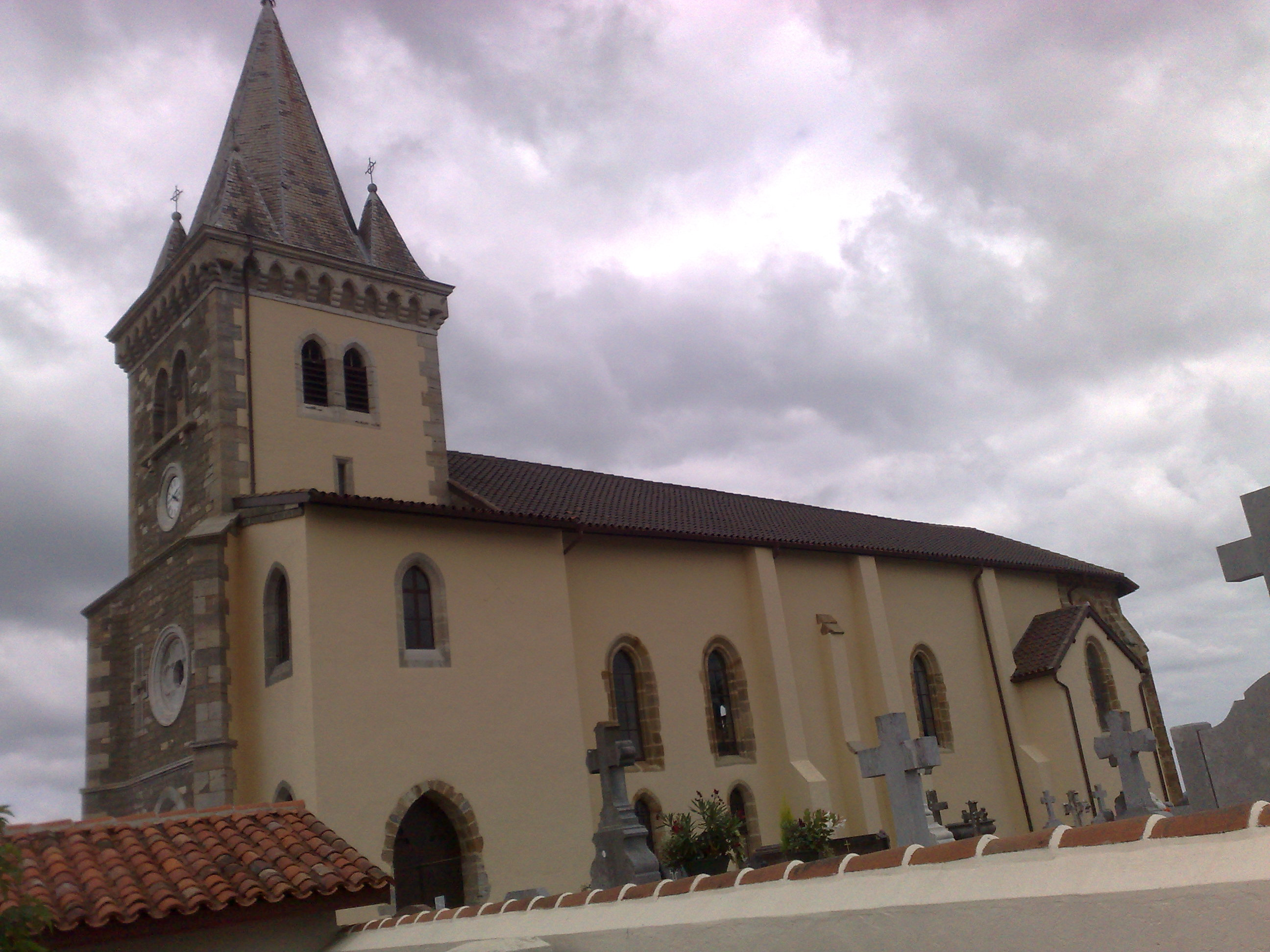
Pfarrkirche Saint-Félix von Garris

- Pfarrkirche Saint-Félix. Ein Jahrhundert nach ihrer Errichtung im 11. Jahrhundert ist sie von den beiden Grundherren, in deren Besitz sie sich befunden hatte, an die Abtei Saint-Jean de Sorde verkauft worden. In den Hugenottenkriegen wurde sie 1569 von protestantischen Truppen zerstört, im 17. Jahrhundert teilweise wieder neu gebaut. Von 1824 bis 1826 wurde der Altaraufsatz in den Vorbau ausgelagert, um den Eingang zu verschönern. Er ist ein Überbleibsel eines Altaraufsatzes aus dem 18. Jahrhundert und besteht insbesondere aus einer vergoldeten Holztafel, auf der die Szene von der Geburt Jesu als Relief dargestellt ist. Maria und Josef beugen sich über das Kind in der Krippe, im Gegensatz zu den anderen Figuren am Heiligenschein zu erkennen. Drei weitere Männer knien und beten. Der Esel und der Ochse komplettieren das Bild. Zwischen 1887 und 1891 sollte ein vollständiger Neubau der Kirche durchgeführt werden, aber man beschränkte sich auf den Neubau der Apsis im neogotischen Stil. Dort wurden 1891 sieben Glasfenster von der in der Region bekannten Glasmalerei Mauméjean aus Pau eingesetzt, 1912 zwei weitere Glasfenster in den beiden Seitenkapellen, diesmal Werke des Glasmalers Gustave Pierre Dagrant aus Bordeaux.[14][15][16]

- Hilarri. Auf dem Friedhof von Garris stehen mehrere dieser scheibenförmigen Grabstelen wie bei vielen anderen Friedhöfen im Baskenland, viele davon aus dem 17. Jahrhundert. Die scheibenförmige Steine auf einem trapezförmigen Sockel sind verziert mit Baskischen Kreuzen, geometrischen Figuren oder christlichen Symbolen. Einige Stelen in Garris weisen Symbole auf, die mit Maria in Verbindung stehen, z. B. Schwertlilien, Rosen oder Rosetten, Sterne, Monde. Eine Stele hat indes eine besondere Symbolik. Zwei entgegengesetzte Dreiecke bilden einen Stern. Das eine Dreieck steht für die göttliche  Dreifaltigkeit „Vater“ (Gott der Vater), „Sohn“ (Jesus Christus) und „Heiliger Geist“, das andere Dreieck steht für eine menschliche Dreifaltigkeit mit Körper, Seele und Geist.[17]

- Festes Haus von Garris. Das im 12. Jahrhundert errichtete Gebäude ist ein Überbleibsel der ehemaligen Burg von Garris. Es war Wohnsitz der großen örtlichen Familien und im Mittelalter mit Verteidigungselementen umgeben, um die Bewohner bei Angriffen von außen zu schützen. Die ehemaligen großen Portale sind noch erkennbar, bestimmte Fensteröffnungen sind jedoch den Modernisierungen geschuldet.[18]

- Haus Chantoenia. Es ist 1712 errichtet und gilt als eines der ältesten Häuser im heutigen Garris. Sein Aufbau ist der eines traditionellen Hauses im Nieder-Navarra, noch treffender im Pays de Mixe. Die Haustiere sind im Erdgeschoss untergebracht, die Wohnbereiche im ersten Stock. Die sichtbaren Balken, typisch für die baskische Architektur, sind nur im oberen Teil der Fassade angebracht. Das Haus ist ausgestaltet mit einer aus Holz geschnitzten Brüstung des Balkons und Verzierungen der Gesimse und des Daches.[19]

- Haus Pelegrinia. Die Herkunft des Namens und die frühere Funktion des Hauses ist unklar. Entweder wurden Pilger auf dem Jakobsweg in diesem Haus empfangen, der Besitzer selbst könnte den Pilgerweg absolviert haben oder der Name könnte auf eine Adelsfamilie namens Pélegrin zurückgehen. Das Gebäude besteht aus drei Trakten, die sich zu einem Innenhof öffnen, und besitzt drei Eingangsportale, eines davon im gotischen Stil. Sichtbare Jahreszahlen 1684 und 1689 geben Auskunft über die Bauperiode.[20]

- Haus Sehabia. Errichtet 1641, ist es das älteste erhaltene Haus in Garris. Es ist aus gelbem und rötlichem Sandstein errichtet, dem am besten verfügbaren Baustoff der Region. Wie bei den meisten Häusern des Pays de Mixe, so sind die Balken des Fachwerks nur auf dem oberen Teil der Fassade angebracht. Die Flächen zwischen den Balken sind dekorativ durch schräge Ausrichtung der Mauerziegel ausgestaltet.[21]

## Wirtschaft und Infrastruktur

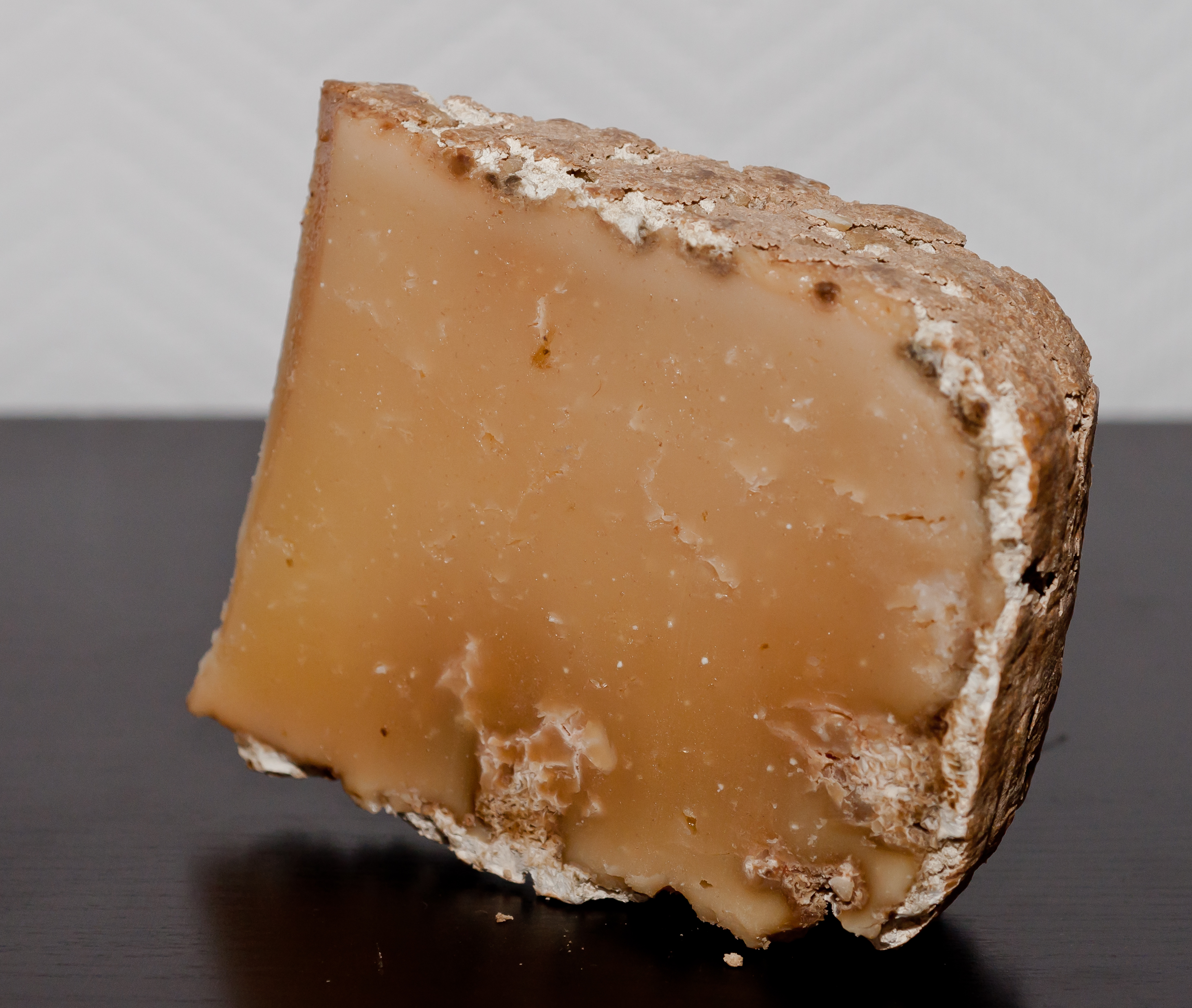
Ossau-Iraty très affiné

Landwirtschaft und Dienstleistungen sind die wichtigsten Wirtschaftsfaktoren der Gemeinde. Garris liegt in den Zonen AOC des Ossau-Iraty, eines traditionell hergestellten Schnittkäses aus Schafmilch, sowie der Schweinerasse und des Schinkens „Kintoa“.

### Verkehr
Die Gemeinde ist angeschlossen an die Routes départementales 11, 14 und 124 und ist über eine Linie des Busnetzes Transports 64 mit anderen Gemeinden des Départements verbunden.